# Goniada minuscula
Goniada minuscula är en ringmaskart som beskrevs av Jean Louis Armand de Quatrefages de Bréau 1850. Goniada minuscula ingår i släktet Goniada och familjen Goniadidae. Inga underarter finns listade i Catalogue of Life.